# الدوري الجنوبي لكرة القدم 2000–01
الدوري الجنوبي لكرة القدم 2000–01 (بالإنجليزية: 2000–01 Southern Football League)‏ هو موسم من الدوري الجنوبي الممتاز. فاز فيه نادي مارغيت.